# Tungvikt i fristil i brottning vid olympiska sommarspelen 1996
Herrarnas brottningsturnering i fristil i viktklassen tungvikt vid olympiska sommarspelen 1996 avgjordes i Atlanta i Georgia World Congress Center. 

## Medaljörer
| Klass    | Guld             | Silver              | Brons                     |
| Tungvikt | Kurt Angle · USA | Abbas Jadidi · Iran | Arawat Sabejew · Tyskland |

## Resultat
Guld- och silvermedaljörerna korades genom en klassisk turnering där vinnaren i finalen erhöll guld, och förloraren silver. Förlorarna från omgång ett fram till semifinalen fick återkvala och vinnaren fick till slut brons.
- TO — Vinst genom fall
- PA — Vinst genom att motståndaren skadats

### Huvudtabell

#### Runda 1
| Brottare 1                         | Poäng  | Brottare 2                 |
| ---------------------------------- | ------ | -------------------------- |
| Sergey Kovalevskiy (BLR)           | 0 - 3  | Arawat Sabejew (GER)       |
| Kim Tae-Woo (KOR)                  | 0 - 6  | Wilfredo Morales (CUB)     |
| Dolgorsürengiin Sumiyaabazar (MGL) | 0 - 4  | Kurt Angle (USA)           |
| Konstantin Aleksandrov (KGZ)       | 2 - 1  | Milan Mazáč (SVK)          |
| Daniel Sánchez (PUR)               | TO     | Arvi Aavik (EST)           |
| Leri Khabelov (RUS)                | 2 - 0  | Zaza Tkheskelashvili (GEO) |
| Davud Magomedov (AZE)              | 0 - 4  | Abbas Jadidi (IRI)         |
| Shkelqim Troplini (ALB)            | 0 - 7  | Oleg Ladik (CAN)           |
| Benjamin Vincent (AUS)             | 0 - 11 | Marek Garmulewicz (POL)    |
| Sagid Murtazaliev (UKR)            |        | Bye                        |

#### Åttondelsfinaler
| Brottare 1                   | Poäng  | Brottare 2              |
| ---------------------------- | ------ | ----------------------- |
| Sagid Murtazaliev (UKR)      | 13 - 3 | Arawat Sabejew (GER)    |
| Wilfredo Morales (CUB)       | 0 - 2  | Kurt Angle (USA)        |
| Konstantin Aleksandrov (KGZ) | 1 - 0  | Arvi Aavik (EST)        |
| Leri Khabelov (RUS)          | 0 - 4  | Abbas Jadidi (IRI)      |
| Oleg Ladik (CAN)             | 0 - 3  | Marek Garmulewicz (POL) |

#### Kvartsfinaler
| Brottare 1                   | Poäng | Brottare 2       |
| ---------------------------- | ----- | ---------------- |
| Sagid Murtazaliev (UKR)      | 3 - 4 | Kurt Angle (USA) |
| Konstantin Aleksandrov (KGZ) |       | Bye              |
| Abbas Jadidi (IRI)           |       | Bye              |
| Marek Garmulewicz (POL)      |       | Bye              |

#### Semifinaler
| Brottare 1         | Poäng | Brottare 2                   |
| ------------------ | ----- | ---------------------------- |
| Kurt Angle (USA)   | 4 - 1 | Konstantin Aleksandrov (KGZ) |
| Abbas Jadidi (IRI) | 4 - 1 | Marek Garmulewicz (POL)      |

#### Final
| Brottare 1       | Poäng | Brottare 2         |
| ---------------- | ----- | ------------------ |
| Kurt Angle (USA) | 1 - 1 | Abbas Jadidi (IRI) |

### Återkval

#### Omgång 2
| Brottare 1                         | Poäng  | Brottare 2                 |
| ---------------------------------- | ------ | -------------------------- |
| Sergey Kovalevskiy (BLR)           | 3 - 1  | Kim Tae-Woo (KOR)          |
| Dolgorsürengiin Sumiyaabazar (MGL) | 4 - 2  | Milan Mazáč (SVK)          |
| Daniel Sánchez (PUR)               | 2 - 3  | Zaza Tkheskelashvili (GEO) |
| Davud Magomedov (AZE)              | 10 - 0 | Shkelqim Troplini (ALB)    |
| Benjamin Vincent (AUS)             |        |                            |

#### Omgång 3
| Brottare 1                         | Poäng  | Brottare 2                 |
| ---------------------------------- | ------ | -------------------------- |
| Benjamin Vincent (AUS)             | 0 - 10 | Sergey Kovalevskiy (BLR)   |
| Dolgorsürengiin Sumiyaabazar (MGL) | 6 - 2  | Zaza Tkheskelashvili (GEO) |
| Davud Magomedov (AZE)              | 1 - 3  | Arawat Sabejew (GER)       |
| Wilfredo Morales (CUB)             | 3 - 1  | Arvi Aavik (EST)           |
| Leri Khabelov (RUS)                | PA     | Oleg Ladik (CAN)           |

#### Omgång 4
| Brottare 1               | Poäng | Brottare 2                         |
| ------------------------ | ----- | ---------------------------------- |
| Sergey Kovalevskiy (BLR) | TO    | Dolgorsürengiin Sumiyaabazar (MGL) |
| Arawat Sabejew (GER)     | 3 - 2 | Wilfredo Morales (CUB)             |
| Oleg Ladik (CAN)         | 1 - 4 | Sagid Murtazaliev (UKR)            |

#### Omgång 5
| Brottare 1               | Poäng | Brottare 2              |
| ------------------------ | ----- | ----------------------- |
| Sergey Kovalevskiy (BLR) | 8 - 4 | Sagid Murtazaliev (UKR) |
| Arawat Sabejew (GER)     |       | Bye                     |

#### Omgång 6
| Brottare 1                   | Poäng  | Brottare 2              |
| ---------------------------- | ------ | ----------------------- |
| Konstantin Aleksandrov (KGZ) | 0 - 10 | Arawat Sabejew (GER)    |
| Sergey Kovalevskiy (BLR)     | 4 - 0  | Marek Garmulewicz (POL) |

#### Bronsmatch
| Brottare 1           | Poäng | Brottare 2               |
| -------------------- | ----- | ------------------------ |
| Arawat Sabejew (GER) | 7 - 4 | Sergey Kovalevskiy (BLR) |